# چاه شور شماره یک
چاه شور شماره یک روستایی در دهستان دلگان بخش مرکزی شهرستان دلگان استان سیستان و بلوچستان ایران است. این روستا در ۴۵ کیلومتری دلگان و ۹۵ کیلومتری شهرستان ایرانشهر و در جاده مواصلاتی ایرانشهر به دلگان قرار دارد.

## جمعیت
بر پایه سرشماری عمومی نفوس و مسکن در سال ۱۳۹۵ جمعیت این روستا ۳۲۰۰ نفر (۶۰۰خانوار) بوده‌است.

## جغرافیا
چاهشور به عنوان قطب کشاورزی، علمی، فرهنگی و ورزشی شهرستان دلگان از دیرباز شناخته شده‌است و بسیاری از مسئولین شهرستان دلگان از این روستا می‌باشند. بسیاری از محصولات کشاورزی در این روستا قابل کاشت و بهره‌برداری می‌باشند که می‌تواند زمینه بسیاری عالی و سود آوری را برای سرمایه گذارن فراهم کند.